# 卡馬斯語
卡馬斯語（калмажи шəкə）是烏拉爾語系薩莫耶德語族的一種已經消失的語言。卡馬斯語和馬托爾語及塞爾庫普語在传统上组成南薩莫耶德诸語言（但这不是语言学上的语支）。卡马斯语曾通行于俄罗斯薩彥嶺北部地区的卡马辛人当中。卡馬斯語下面有兩種方言：卡马斯方言和科伊巴尔方言。在1989年，隨著最後一名卡馬斯方言母语者過世，卡馬斯語宣告消失。最后一批卡马斯语使用者的讲话保留了很多录音和录像。卡马斯语使用者除了俄罗斯化之外，也有一部分融入邻近的民族，例如突厥民族哈卡斯人。
“科伊巴尔”这个词也用来称呼那些转向使用突厥哈卡斯语的卡马斯民族；现代的科伊巴尔人有着萨莫耶德、哈卡斯人和叶尼塞人的混合血统。
值得一提的是，当芬兰社会活动家和萨莫耶德语言学家凯·唐纳在1900年代初期逃亡瑞典的时候，为了安全考虑他使用卡马斯语来写日记。